# الألعاب الآسيوية الشتوية 2011
الألعاب الآسيوية الشتوية 2011 الـ7 التي ستقام في أستانا وألماتي في كازاخستان في شهري يناير و فبراير 2011. وثيقة المدينة المضيفة وقعت في الكويت يوم 5 يناير 2006.

## معرض صور

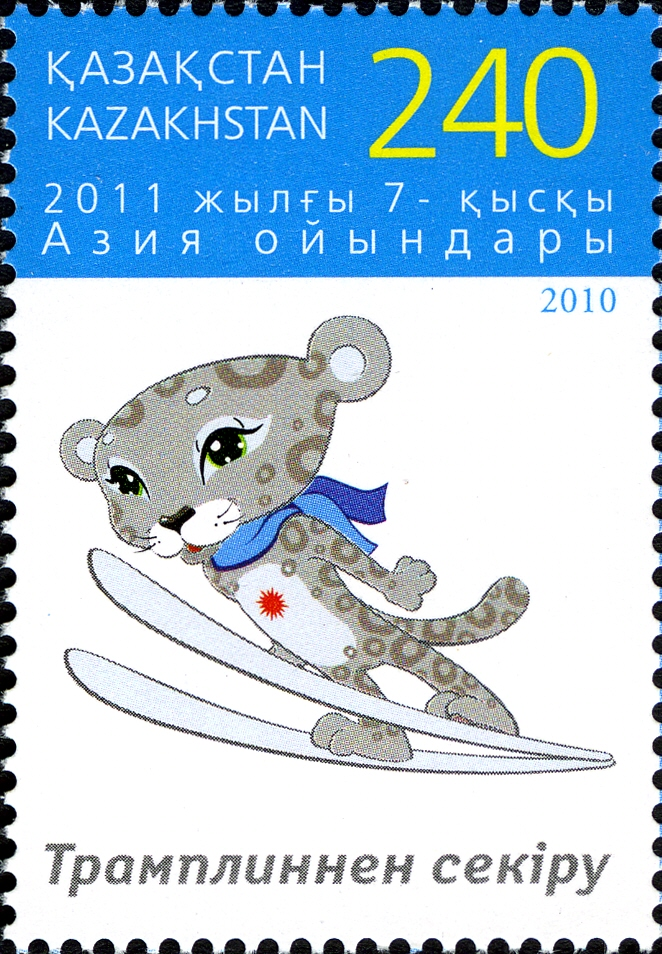
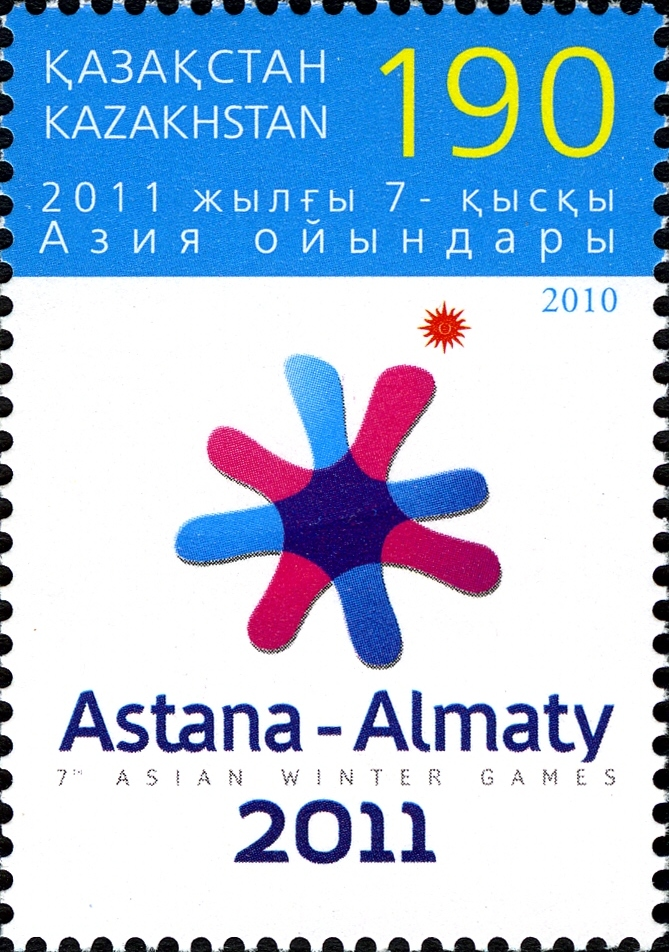
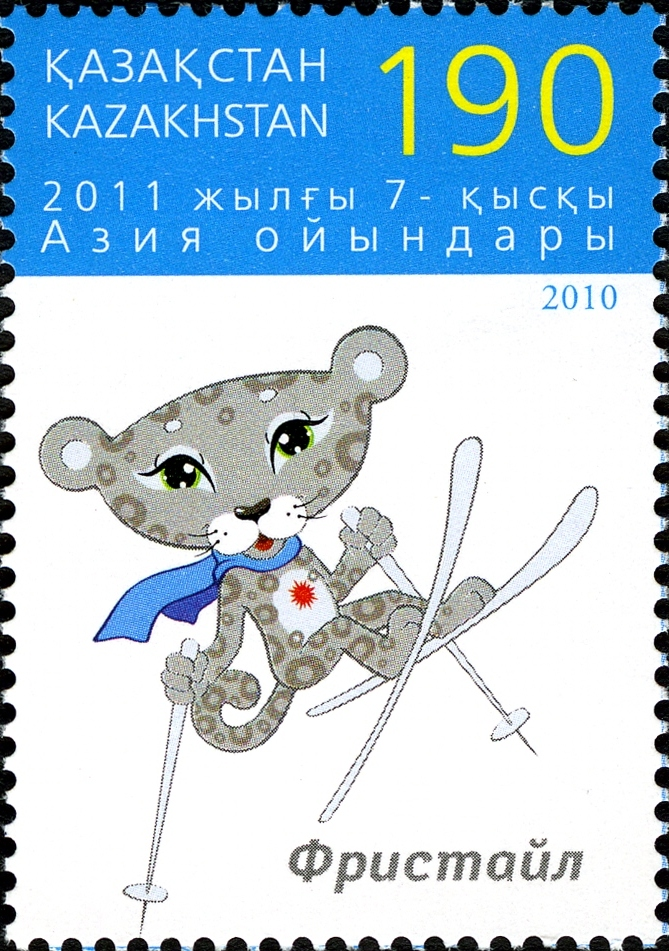
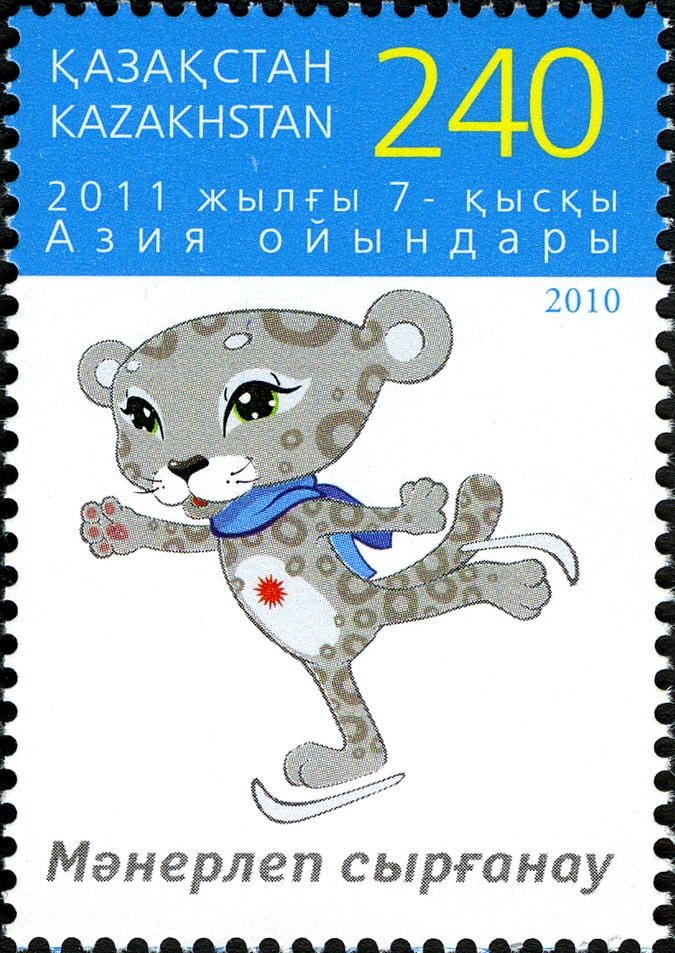